# GeoRhena
GeoRhena ist ein grenzüberschreitendes Geoinformationssystem, das auf dem Gebiet der Oberrheinkonferenz tätig ist, nämlich die französischen Departements Bas-Rhin und Haut-Rhin, ein Teil der deutschen Länder Baden-Württemberg und Rheinland-Pfalz und die Schweizer Kantone Basel-Stadt, Basel-Landschaft, Aargau, Solothurn und Jura.
GeoRhena sammelt, stellt zusammen und harmonisiert verschiedene thematische Daten des Oberrheins, um statische und interaktive Karten mithilfe eines Geoportals zu erstellen. Das System wird zweisprachig (deutsch und französisch) geführt. 

## Entstehung und Funktion
GeoRhena ist der Nachfolger des Geoinformationssystems des Oberrheins (GISOR). 
Im Jahre 1998 beauftragte die deutsch-französisch-schweizerische Oberrheinkonferenz (ORK) ihre Arbeitsgruppe „Raumordnung“ mit der Ausarbeitung kartographischer Planungsgrundlagen für ihr Mandatsgebiet. Im Jahr 2000 wurde mit der schrittweisen Umsetzung der Vorschläge dank eines neuen Expertenausschusses begonnen. 
Der Expertenausschuss GeoRhena besteht heute aus Vertretern von verschiedenen staatlichen und Planungsorganen, die an der Oberrheinkonferenz gebunden sind, sowie von Kofinanzierern aus den drei Mitgliedsländern. Die Projektträgerschaft wird vom Conseil départemental du Haut-Rhin übernommen. 
Seit seiner Gründung wurde GeoRhena mehrmals aus EFRE-Mitteln und dem Programm INTERREG Oberrhein von der Europäischen Union finanziell unterstützt. Seit Juli 2018 funktioniert GeoRhena nur dank der Finanzierung seiner elf Partner. 
GeoRhena ist heute als Kompetenzzentrum organisiert. Es handelt sich um eine Einrichtung, die speziell für die problemlose Nutzbarkeit von Datensammlungen und die Erstellungen von Karten zuständig ist. Das Kompetenzzentrum besteht aus einer technischen- und einer Organisationsabteilung. 

## Ziele

### Grenzüberschreitende Raumbeobachtung
GeoRhena liefert mit seinen Arbeiten Entscheidungshilfen und ermöglicht eine Integration der nationalen, regionalen und lokalen Entwicklungs- und Planungspolitik in eine grenzüberschreitende Perspektive wie auch umgekehrt.
Durch die gezielte Erfassung der im Oberrheingebiet auftretenden Veränderungen kann unter Einsatz von GeoRhena für die betreffenden Territorien ein in sich stimmiges und nachhaltiges Gesamtbild erarbeitet werden. Diese Arbeiten dienen u. a. als Basis für strategische Planungsdokumente unterschiedlicher Art, sowie die Überarbeitung und Aktualisierung des raumordnerischen Orientierungsrahmen der Arbeitsgruppe Raumordnung der Oberrheinkonferenz. 

### Öffentlichkeitsarbeit, Informationspolitik und gemeinsame Nutzung von Daten
GeoRhena ist als grenzüberschreitendes Geoinformatik-Kompetenzzentrum des Oberrheins auch in der Lage, weiteren Bitten um Zusammenstellung grenzüberschreitender Daten und thematischen Kartierungen zu entsprechen.
Die Daten und Karten werden vom GeoRhena Geoportal kostenlos zur Verfügung gestellt und decken ein sehr breites Spektrum an raumwirksamen Themen ab (Demografie, Arbeitsmarkt, Umwelt, Energie, Verkehr, Tourismus, Sicherheit, Landwirtschaft...). Damit trägt das Geoportal maßgeblich zur Steigerung der Sichtbarkeit des Oberrheins bei. 

### Interoperabilität und Expertenvernetzung
Die erstellten Arbeiten betreffen konkrete Themen, und diese Tätigkeiten sind zahlreich; es treten jedoch nach wie vor Schwierigkeiten auf. Es gibt Probleme beim Zugriff auf die Daten (aufgrund gesetzgeberischer und technischer Unterschiede zwischen den Staaten, restriktiver Nutzungsrechte usw.) und bei der Harmonisierung der Raumdaten; dies verlangsamt die Erstellung von Karten. Deswegen arbeiten die Experten weiterhin vernetzt bei der datenbezogenen Interoperabilität, im Hinblick auf die Verbreitung der geografischen Daten und vor allem bezüglich der Weiterentwicklung dieses Systems im Dienste der grenzüberschreitenden Kooperation, gemäß der europäischen Richtlinie INSPIRE zur Forderung des Datenaustauschs innerhalb der europäischen Union.
Durch die enge Zusammenarbeit der Experten wird zudem die grenzüberschreitende Abstimmung vereinfacht und ein gegenseitiges Verständnis der unterschiedlichen Systeme gefördert.

## Perspektiven
GeoRhena kooperiert mit anderen Projekten in Europa, darunter dem Geographischen Informationssystem der Großregion (SIG-GR), das zwischen Frankreich, Deutschland, Luxemburg und Belgien eingerichtet wurde. 